# دیدگاه کلیسای کاتولیک در مورد نظریه تکامل
دیدگاه کلیسای کاتولیک در مورد نظریه تکامل در طی دو قرن گذشته تغییراتی داشته‌است: برای مدت طولانی به صورت رسمی هیچ اشاره‌ای به آن نمی‌شد، در دهه ۱۹۵۰ میلادی بیانیه داشتن «دیدگاهی خنثی» را صادر کرده، و در سال‌های اخیر به صورت آشکارتر آن را پذیرفته‌اند. دیدگاه رسمی امروزی کلیسا وارد جزئیات نشده و به ذکر اینکه ایمان و یافته‌های علمی در مورد تکامل انسان در تناقض نیستند، اگر چه انسان‌ها خلقتی خاص داشته، و اینکه وجود خدا برای توضیح دادن منشأ بخش روحانی انسان لازم است، بسنده می‌کند. این دیدگاه در طیف دیدگاه‌هایی که امروزه تحت مفهوم تکامل الاهی* دسته‌بندی می‌شوند، قرار می‌گیرند.